# Kána

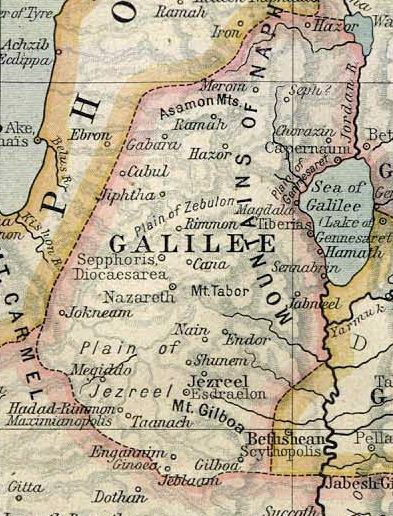
Galilea v prvním století

Kána Galilejská je město několikrát zmiňované v novozákoním Janově evangeliu, nejznámější pasáž je svatba v Káně. Biblické město v Galileji bývá ztotožňované s různými místy, nejčastěji s dnešním izraelským městem Kafr Kanna.

## Svatba v Káně
Mezi křesťany a badateli Nového zákona je Kána známým místem, kde podle Janova evangelia Ježíš vykonal svůj první zázrak, proměnu velkého množství vody ve víno při svatební hostině, když víno zajištěné ženichem došlo. Žádné ze synoptických evangelií tuto událost nezmiňuje, ale v Janově evangeliu má značnou symbolickou důležitost: je prvním ze sedmi zázraků, znamení, kterými je potvrzováno Ježíšovo božství a kolem nichž je evangelium vystavěno.

## Další odkazy na Kánu
Další zmínka o Káně v Janově evangeliu se vztahuje k Ježíšově návštěvě tohoto města, kde ho vyhledal královský úředník z blízkého města Kafarnaum, jehož syn byl těžce nemocen a umíral. Dále je v témže evangeliu uvedeno, že apoštol Natanael (obvykle ztotožňovaný s Bartolomějem ze seznamu apoštolů v synoptických evangeliích) pocházel z Kány. Kána Galilejská není zmiňována v žádné jiné knize Bible, ani v jiném zdroji z té doby.

## Geografické umístění Kány
Je mnoho teorií o umístění biblické Kány. V Janově evangeliu se nedočteme o žádném bližším určení místa svatby. Mnoho současných křesťanů přikládá příběhu o svatbě v Káni spíše teologický než historický nebo geografický význam. Moderní bibličtí badatelé se ovšem shodují v tom, že Janovo evangelium bylo určeno společenství židovských křesťanů pravděpodobně žijících v Judey, což znamená, že by evangelista pravděpodobně nepsal o neexistujícím místě. Místopis potenciálních lokalit Kány zpřesnily v posledním půlstoletí archeologické výzkumy, jejichž výsledky jsou publikovány v izraelském periodiku "Hadashot Arkheologiyot". 
V Galileji existují čtyři vesnice, které mohly být biblickou Kánou:
- Kafr Kanna, Izrael
- Kenet-el-Džalil, nebo Khirbet Kanna (Horbat Qanna), dolní Galilea, Izrael[5]
- Ain Kana, Izrael
- Kana, Libanon

Podle Katolické encyklopedie z roku 1913 se podle tradice sahající do 8. století považuje za biblickou Kánu dnešní Kafr Kanna v Izraeli, ležící přibližně 7 km severovýchodně od Nazaretu. Mnozí současní badatelé ovšem uvádějí i jiné možnosti, například zaniklou vesnici Kenet-el-Džalil (zvanou též Khirbet Kana), ležící 9 km severněji, nebo Ain Kana blíže k Nazaretu a lépe odpovídající etymologickému základu. Vesnice Qana v jižním Libanonu je málo pravděpodobným kandidátem na biblickou Kánu, ačkoli mnozí libanonští křesťané jsou přesvědčeni, že právě ona je tou pravou.